# Дом на набережной
Дом на на́бережной (официальное название — Дом правительства; также известен как Первый Дом Советов, Дом ЦИК и СНК СССР) — жилой комплекс постройки 1931 года на Берсеневской набережной Москвы-реки. 
До 1952 года был самым высоким жилым зданием Москвы. Памятник архитектуры конструктивизма.
Известен как место жительства советской элиты, пострадавшей в ходе сталинских репрессий. Многократно упоминается в литературе, в частности в одноимённой повести Ю. Трифонова.

## Местоположение
Жилой комплекс расположен на Болотном острове, соединённом с территорией города двумя мостами — Большим Каменным и Малым Каменным. Строение занимает площадь в 3,3 гектара и состоит из 8 корпусов высотой от 9 до 11 этажей, 505 квартир и 25 подъездов, выходящих на улицу Серафимовича и Берсеневскую набережную.
Официальный адрес дома — улица Серафимовича, 2. Организации, расположенные со стороны реки, иногда используют адрес Берсеневская набережная, 20.

## История

### 1920—1930-е годы

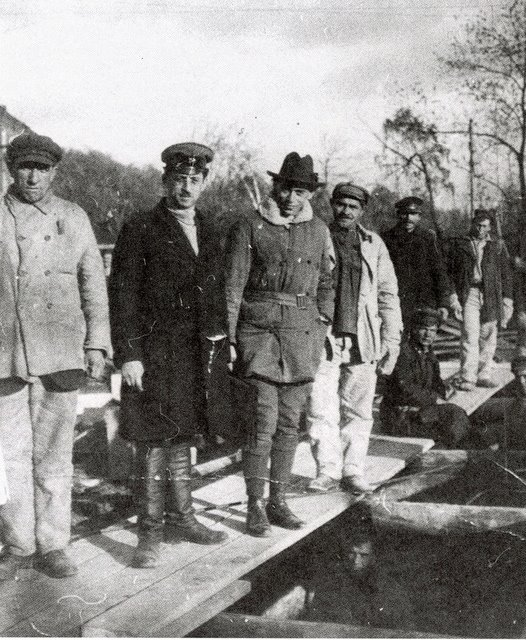
Архитектор Борис Иофан (третий слева) на строительной площадке Дома ЦИК и СНК, начало 1930-х годов

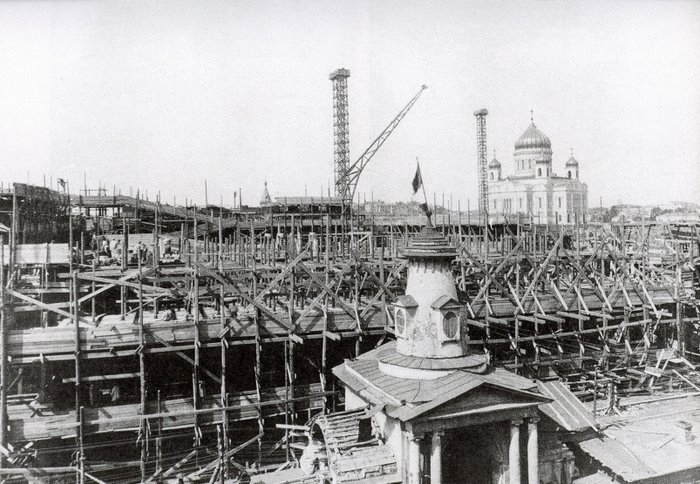
Строительство дома ЦИК и СНК, конец 1920-х годов

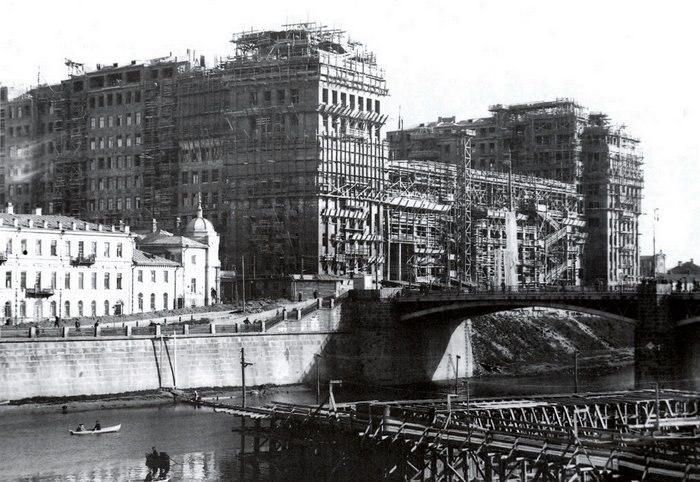
Строительство дома, 1930 год

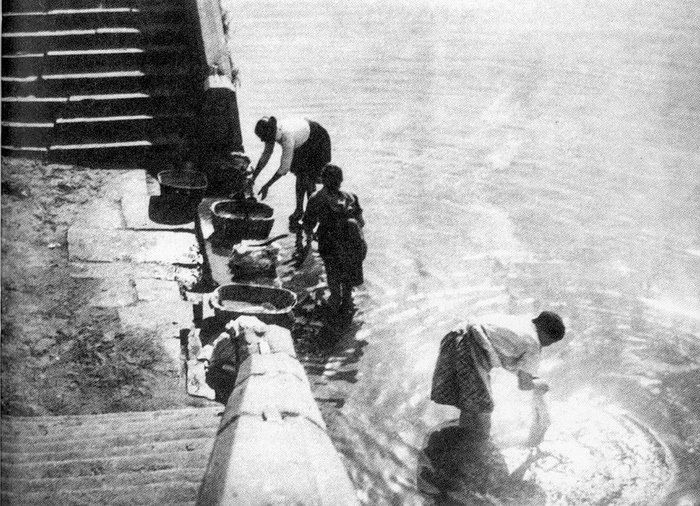
Прачки дома ЦИК, стирающие в Москве-реке, начало 1930-х годов

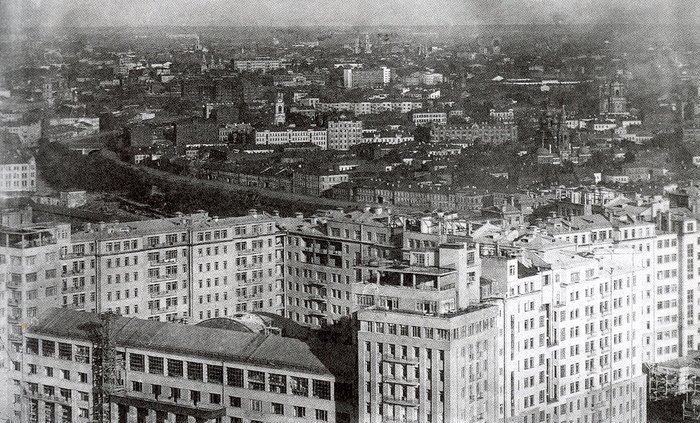
Вид на дом с высоты птичьего полёта, 1931 год

После Октябрьской революции многие государственные служащие из-за переноса в 1918 году столицы РСФСР были переведены из Петрограда в Москву. Первые годы их расселяли непосредственно в Кремле либо в домах Советов, которыми обычно были гостиницы — «Националь», «Метрополь», «Лоскутная».
К 1920-м годам возникла необходимость освободить гостиницы для нужд города и выселить служащих из Кремля, который должен был стать личной резиденцией Иосифа Сталина и его окружения. Сотрудников ЦИК, СНК, Комиссии партийного контроля, руководство ЦК ВКП(б), наркомов и их заместителей нужно было расселять, поэтому решили построить жилой дом с полным комплексом бытового и культурного обслуживания, предназначенного в первую очередь для сотрудников ЦИК и СНК. Начало проектирования пришлось на 1927 год, когда на это появились средства от успешной политики НЭПа.
Для возведения нового жилого комплекса был выбран участок на месте снесённого Винно-соляного двора на Всехсвятской улице между Москвой-рекой и Водоотводным каналом, неподалёку от Центральной трамвайной подстанции и кондитерской фабрики «Красный Октябрь». В комиссию по строительству вошли председатель СНК СССР Алексей Рыков, секретарь ЦИК СССР Авель Енукидзе, глава ОГПУ Генрих Ягода и вернувшийся к тому времени из Италии архитектор Борис Иофан.
Строительство дома длилось с 1928 по 1931 год. Изначально Борис Иофан планировал облицевать стены розовой гранитной крошкой, чтобы цвет стен гармонировал со стенами Кремля, но из-за близости котельной трамвайной подстанции комплекс построек решили сделать серым. Для строительства на заболоченной территории в грунт установили сваи, материалы подвозили на телегах и баржах по реке. В ходе работ архитектурный план здания неоднократно менялся: сначала число квартир увеличили с 440 до 505, затем отказались от планов по сносу близлежащей церкви Николая Чудотворца на Берсеневке, однако могильные плиты с близлежащего кладбища пошли на строительство фундамента. Во время строительства в одном из корпусов при невыясненных обстоятельствах произошёл пожар. В итоге объект сдавали по частям.
С 1931 года в доме стали получать квартиры представители советской элиты: партийные и государственные деятели, герои Гражданской войны, Социалистического Труда и Советского Союза, писатели, служащие Коминтерна, участники гражданской войны в Испании. Среди жильцов Дома на набережной были дети Иосифа Сталина — Светлана Аллилуева и Василий Сталин, революционер Пантелеймон Лепешинский и его жена, учёный-биолог Ольга Лепешинская, государственные деятели Алексей Рыков, Лаврентий Берия, Никита Хрущёв, cелекционер Николай Цицин, поэт Демьян Бедный, авиаконструктор Артём Микоян, шахтёр-ударник, новатор угольной промышленности Алексей Стаханов, лётчики Михаил Водопьянов и Николай Каманин, писатель Александр Серафимович (в 1933-м улица Всехсвятская была переименована в улицу Серафимовича). Самыми престижными считались 1-й и 12-й подъезды, окна которых выходили на Кремль. Квартиры с видом на электростанцию, химчистку или прачечную ценились ниже. Первые этажи корпусов занимали прислуга и охрана, высокопоставленные жильцы селились в квартирах от второго этажа и выше. Изменения в должности приводили к миграции внутри жилого комплекса.
На каждой лестничной площадке было по две квартиры. Они имели от одной до семи комнат и площадь от 40 до 300 м² при высоте потолков 3,7 метра, были оснащены газовыми плитами, телефонами, радиоточками, мусоропроводами, имели горячее водоснабжение, которого в 1930-е годы не было даже в Кремле, а также окна в туалетах и ванных комнатах по европейским стандартам, многие квартиры содержали комнаты для прислуги. В доме работало центральное отопление, пассажирские и грузовые лифты. Подъезд № 11 был нежилым, в нём отсутствовали квартиры и лифты. Существовал миф, что он использовался сотрудниками НКВД для слежки за жильцами и прослушки помещений, однако в 1990-е годы эта легенда была опровергнута — за счёт этого подъезда расширили квартиры 12-го, считавшиеся элитными.
В каждой квартире был уложен дубовый паркет, потолки украшены лепниной и живописными изображениями по проектам реставраторов из Эрмитажа. Мебель и предметы домашнего убранства были унифицированы и сдавались в аренду по инвентарным номерам. Въезжая в дом, новые жильцы подписывали акты приёмки, в которых учитывалось всё — вплоть до шпингалетов и крышек от унитазов.
Помимо жилых корпусов, в комплекс входили прачечная, медпункт, сберкасса, почта, детские ясли и сад, амбулатория, библиотека, спортивный зал, теннисные корты, магазин-распределитель. В подвалах были устроены снеготаялка и мусоросжигательные печи. Несмотря на большую площадь квартир и наличие в них всех современных удобств, кухни были сделаны небольшими — от 4 до 6 м², а всю необходимую еду жильцы могли получать в столовой по талонам. На каждой кухне имелось отверстие в стене для самоварной трубы и выход грузового лифта для вывоза мусора. Во дворах дома располагались цветники и фонтаны. Для досуга жильцов были организованы клуб, получивший имя Алексея Рыкова, и кинотеатр «Ударник» на 1500 мест, где демонстрировались новинки советского и мирового кинематографа: в отличие от рядовых москвичей, жители дома могли получать билеты на киносеансы вне очереди. Кровля кинотеатра была раздвижной, однако за всю историю её открывали лишь дважды.
Несмотря на множество привилегий, жители комплекса подчинялись внутреннему распорядку: о приёме гостей надо было заранее сообщать комендантам, посетителей пускали в квартиры только по предварительному телефонному звонку с вахты. Любые празднования заканчивались строго в 23:00, дворы патрулировала охрана с собаками. Лифтами заведовали вахтёры; наверх пассажиры поднимались с сопровождением, а вниз приходилось спускаться пешком или стучать по металлической двери шахты, чтобы вахтёр услышал и поднялся. Для ночёвки посторонних было необходимо оформлять документы — в противном случае гости отправлялись на вокзал или в гостиницу.

### Годы Большого террора (1937—1938)
Сотрудники внутренних органов жили в конспиративных квартирах и работали в доме под видом комендантов, консьержей, лифтёров. Известны истории, как некоторые из них встречались со своими осведомителями или прятали жильцов. С 1933 года начались единичные аресты жильцов дома, принявшие массовый характер в годы Большого террора, когда борьба с предполагаемыми «врагами народа» коснулась высших государственных, военных и партийных чинов. Из жителей дома репрессировали более 700 человек, среди которых были маршалы Михаил Тухачевский и Василий Блюхер, Алексей Рыков и его жена Нина, партийные деятели Павел Постышев, Осип Пятницкий, Моисей Калманович. Некоторые квартиры в конце 1930-х годов поменяли по пять хозяев: опечатанными стояли целые подъезды, в том числе привилегированный 12-й. Желание занять престижную жилплощадь приводило к доносам, по дому прокатилась волна самоубийств, в том числе среди женщин и детей. Неоднократно случалось, что жильцов арестовывали целыми семьями, расстреливали и хоронили в общих могилах. Жён арестантов часто отправляли в лагеря, в том числе в Акмолинский лагерь жён изменников Родины (известный как А. Л. Ж. И. Р.), а детей — в детские дома и спецприёмники.
Со сталинскими годами связаны народные названия дома: «каземат на Берсеневской», «этап ГУЛАГа», «ловушка для большевиков», «дом предварительного заключения», «улыбка Сталина», «братская могила», «кремлёвский крематорий». По одной из многочисленных легенд, дочь арестованного командарма забаррикадировалась в опустевшей квартире, пообещав застрелить из отцовского нагана любого, кто войдёт. После этого она была замурована в квартире по личному распоряжению Николая Ежова и вскоре умерла от голода. Другая легенда сообщает, что из дома шёл прямой ход на Лубянку либо в Кремль. Ходили слухи, что в квартирах репрессированных слышны голоса, звуки патефона, детский плач.

### 1940—1990-е годы

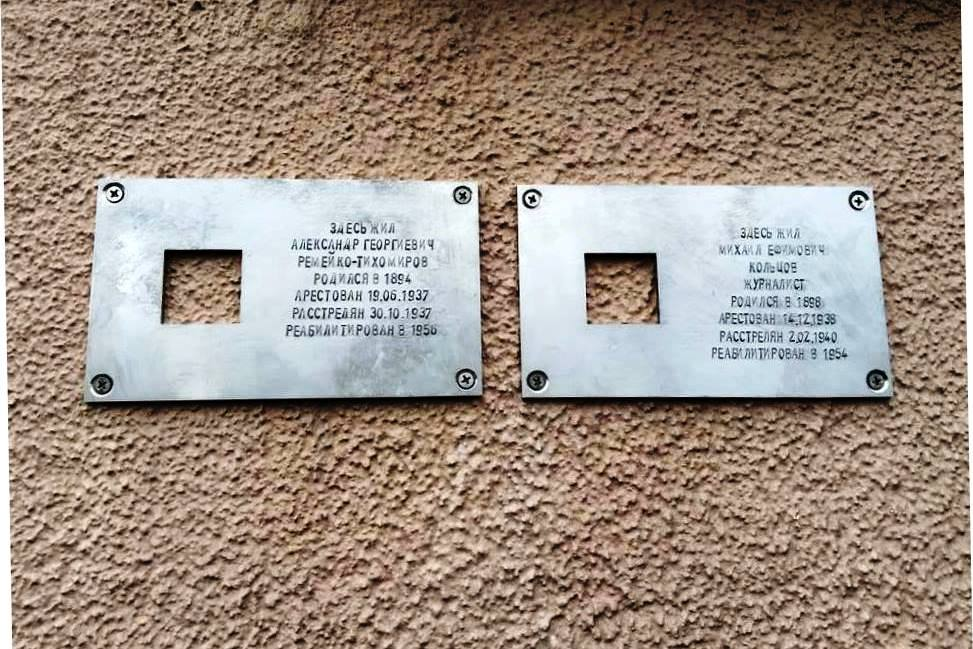
Таблички проекта «Последний адрес», установлены на доме в 2016 году

Во время Великой Отечественной войны дом расселили и заминировали на случай сдачи Москвы войскам вермахта. Около 400 жителей — от крупных партийных и государственных чинов до сотрудников коммунальных служб — ушли на фронт, многие участвовали в обороне Москвы, другие были эвакуированы. Тридцать пять жильцов были отмечены званием Героя Советского Союза. Во время бомбардировок окна и двери 19-го и 24-го подъездов выбило взрывной волной, но корпуса уцелели. В военные и послевоенные годы в доме жили многие видные деятели советской армии, в том числе маршалы Георгий Жуков, Иван Баграмян, Иван Конев, Родион Малиновский, Кирилл Мерецков.
C 1942 года жильцы постепенно стали возвращаться в свои квартиры. После войны началась вторая волна репрессий, закончившаяся лишь со смертью Сталина в 1953-м. На место репрессированных заселялись менее известные люди, часть квартир была преобразована в коммунальные, тем не менее дом сохранял свой элитарный статус. Среди его необычных обитателей были животные, принадлежащие известным людям, впоследствии ставшие питомцами Московского зоопарка: лётчик Михаил Водопьянов держал дома белого медвежонка Фомку, увековеченного в стихотворении Самуила Маршака, полярник Илья Мазурук — пингвина Илюшу и белую медведицу Фимку.
В 1953—1961 годах в доме жил В. В. Кузнецов (кв. 16, позднее кв. 180).
В начале 1960-х годов помещение клуба имени Рыкова было отдано Министерству культуры СССР. В 1961-м его занял Московский театр эстрады.
В 1970-е годы в доме начался капитальный ремонт. Часть многокомнатных квартир перестроили и разбили на несколько двухкомнатных, демонтировали исторические дубовые двери, лепнину и роспись на потолках. В 1976-м была опубликована повесть «Дом на набережной» Юрия Трифонова, выросшего в 1930-х в этом доме. Произведение стало популярным, а её название закрепилось за зданием.
В середине 1980-х завершился капитальный ремонт здания, организованный усилиями проживавшего здесь с 1937 года Н. П. Каманина. В 1990-е годы, с началом приватизации, многие квартиры были проданы как престижное жильё. Часть помещений со стороны Берсеневской набережной заняли офисы различных организаций, часть арендаторов стала возводить пристройки к дому. В помещении бывшего распределителя открылся супермаркет, а кинотеатр «Ударник» стал площадкой современного искусства.

## Современность

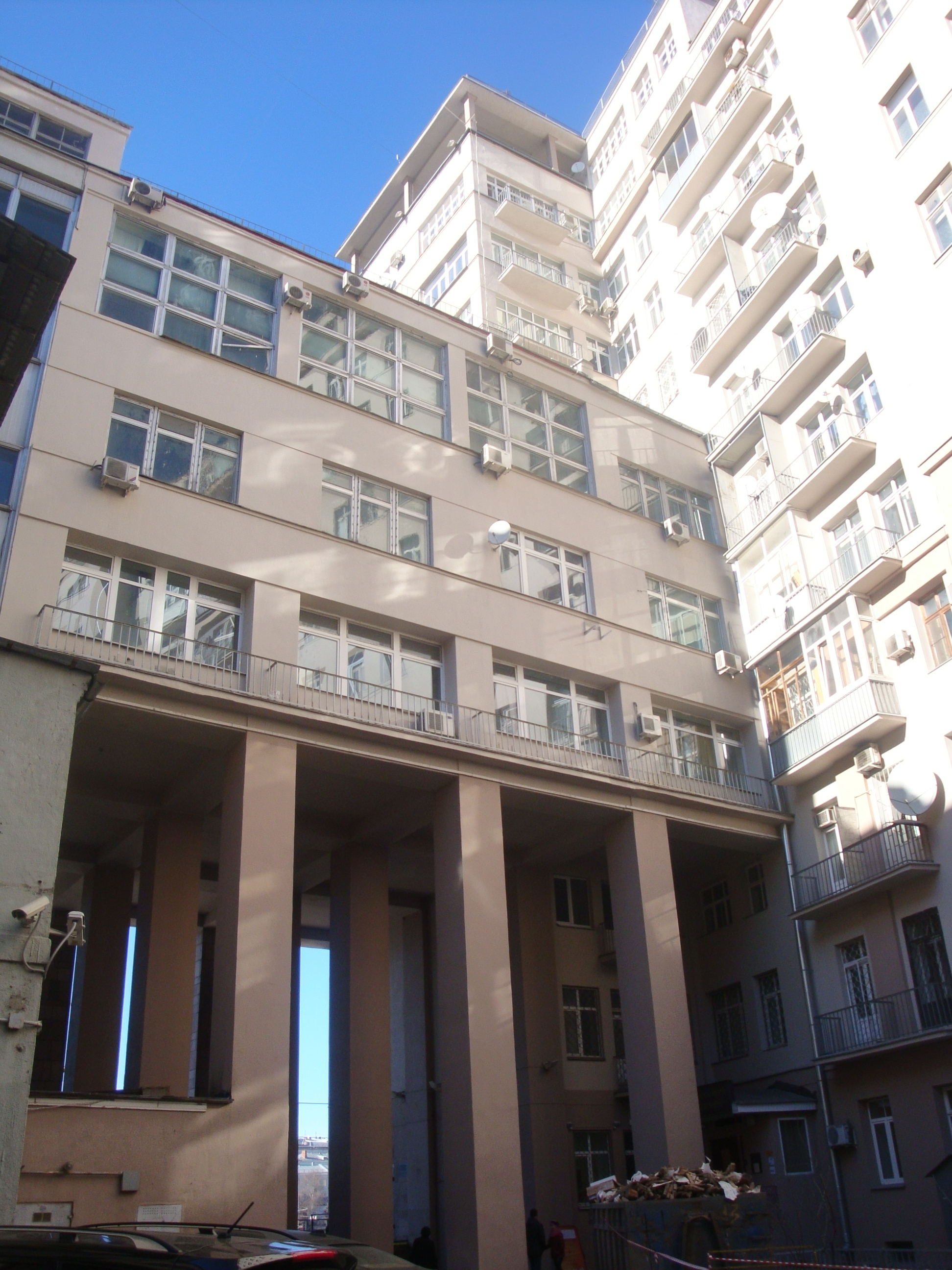
Внутренний двор дома, 2014 год

С 2001 по 2011 год на крыше здания находился 6,5-тонный и 8-метровый рекламный логотип компании Mercedes-Benz.
В 2006 году продюсер Николай Билык, режиссёр Лидия Стрельникова, сценаристы Олег Вакуловский и Ольга Резниченко сняли цикл из 27 получасовых передач, посвящённых истории дома. «Мистическая» слава здания привлекает к нему внимание писателей-фантастов. В тетралогии Андрея Валентинова «Око силы» в «доме на набережной» находился портал в иное измерение. В романе Александра Терехова «Каменный мост» в здании проживала семья главного героя, дипломата Уманского. Здесь же разворачиваются события романа Милы Бояджиевой «Возвращение Мастера и Маргариты», написанного как сиквел романа Михаила Булгакова.
В 2012 году СМИ писали о пятикомнатной квартире патриарха Кирилла в доме на набережной, где проживала Лидия Леонова — его предполагаемая родственница.
Комплекс охраняется государством как объект культурного наследия. В последние годы жители дома борются за сохранение его исторического облика, выступая против пристроек 1990-х—2000-х годов, за восстановление исторических фонарей и ремонтных мастерских на цокольном этаже. По состоянию на 2018 год, помимо жилых квартир, на его территории расположены Московский театр эстрады, кинотеатр «Ударник», Дом российской прессы, офисы различных коммерческих организаций.
Помимо потомков старожилов, в доме живут звёзды эстрады, театра и кино, деятели науки и культуры. Среди них — родственники лётчика Михаила Водопьянова и актёров Алексея Баталова, Леонида Куравлёва, артисты Геннадий Хазанов, Наталья Андрейченко, Александр Домогаров, певица Глюкоза, журналистка и дизайнер Шахри Амирханова — внучка поэта Расула Гамзатова, генеральный директор медиахолдинга «Дождь» Наталья Синдеева. Часть квартир сдаётся в аренду, в том числе сотрудникам крупных международных корпораций.

## Музей «Дом на набережной»

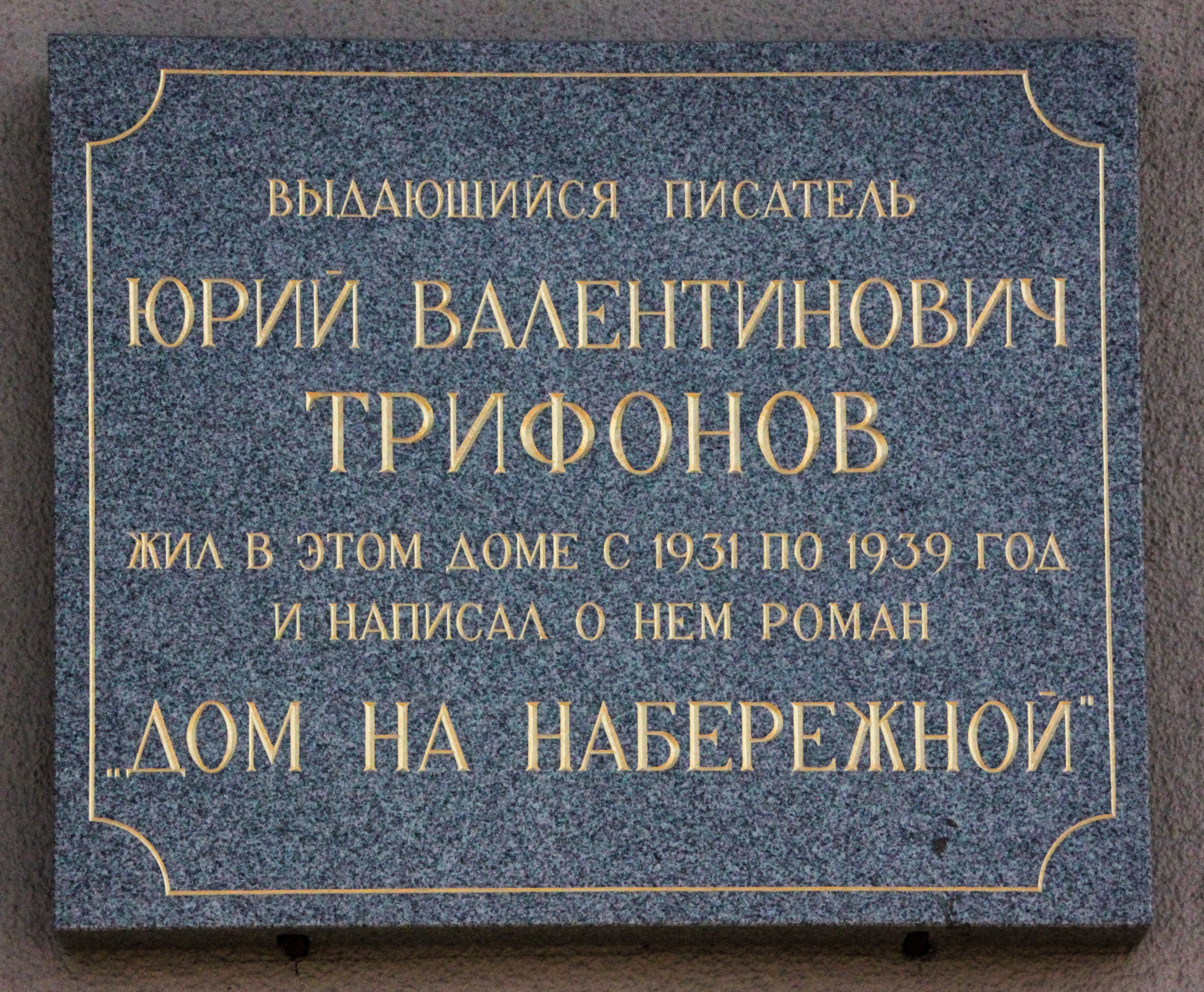
Мемориальная доска Юрию Трифонову на стене Дома на набережной, 2011

В 1980-е годы среди старожилов возникла инициативная группа по созданию музея «Дом на набережной». Музей был открыт в 1989-м в бывшей квартире охранника первого подъезда. Первым директором музея стала Тамара Тер-Егиазарян, жившая в доме с 1931 года. Экспозиция пополнялась за счёт личных вещей, книг, фотографий, документов из ГАРФ, РГАСПИ и других архивов. В музее была воссоздана бытовая обстановка 1930-х годов, собраны списки жильцов — жертв сталинских репрессий и участников Великой Отечественной войны.
В 1992 году музей «Дом на набережной» получил статус государственного, в 1996-м на средства гранта от Фонда Сороса была приобретена оргтехника. В 1998-м постановлением правительства Москвы он получил статус муниципального краеведческого музея, а директором стала Ольга Трифонова — вдова писателя. Также в середине 1990-х годов стали устанавливаться мемориальные доски жителям дома.
В 2014 году музей «Дом на набережной» стал отделом музейного объединения «Музей Москвы», а с 2016 года вошёл в состав Государственного музея истории ГУЛАГа.